# Jun Shan
Jun Shan (kinesiska: 君山) är ett berg i Kina. Det ligger i provinsen Hunan, i den södra delen av landet, omkring 130 kilometer norr om provinshuvudstaden Changsha. Toppen på Jun Shan är 27 meter över havet.
Runt Jun Shan är det ganska tätbefolkat, med 214 invånare per kvadratkilometer. Närmaste större samhälle är Yueyang, 9,2 km öster om Jun Shan. Trakten runt Jun Shan består till största delen av jordbruksmark.
Genomsnittlig årsnederbörd är 1 793 millimeter. Den regnigaste månaden är maj, med i genomsnitt 260 mm nederbörd, och den torraste är januari, med 49 mm nederbörd.